# Jean Dop
Jean Dop (* 1. Mai 1924 in Toulouse; † 26. Februar 2003 in Cassis) war ein französischer Rugby-League-Spieler.
Dop spielte für den Club Marseille XIII, mit dem er 1949 französischer Meister und in den Jahren 1950, 1952, 1954 Vizemeister wurde. Zwischen 1948 und 1957 bestritt er 21 Spiele für die französische Nationalmannschaft.
1988 wurde er in die Rugby League Hall of Fame aufgenommen.